# Cam Ranh-bugten
Cam Ranh-bugten (vietnamesisk: Vịnh Cam Ranh) er en dybvandsbugt i Vietnam i Khanh Hoa-provinsen. Den ligger som en en indesluttet del af det Sydkinesiske Hav ved kysten af det sydøstlige Vietnam mellem Phan Rang og Nha Trang, ca. 290 km nordøst for Hồ Chí Minh City / Saigon.  
Cam Ranh anses for at være den bedste dybhavshavn i Sydøstasien. Den sydøstasiatiske kontinentalsokkel er forholdsvis smal ved Cam Ranh, så der er dybt vand nær ved land.

## Historie
Bugten har haft stor betydning set fra en militær synsvinkel. Franskmændene brugte den som flådebase for deres styrker i Fransk Indokina. Den blev også anvendt som opsamlingsområde for den Russiske flåde under admiral Zinovij Rozjestvenskij inden slaget ved Tsushima i 1905. Den kejserlige japanske flåde brugte den i forberedelserne til invasionen af Malaya i 1942. I 1944 ødelagde den amerikanske flåde de fleste japanske faciliteter og flådebasen blev forladt. 
I 1964 gennemførte rekognosceringsfly og skibe fra den 7. amerikanske flåde hydrografiske undersøgelser og undersøgelser af strandene med henblik på at etablere faciliteter i land. Året efter begyndte amerikanerne at etablere en stor militærbase ved Cam Ranh-bugten. 
United States Air Force drev en stor transportfacilitet, som blev kaldt Cam Ranh Air Base og den blev også brugt til jagerfly. Det var en af de tre luftveje, som amerikanske styrker brugte når de skulle til eller fra Vietnam på deres 12 måneders tjenesteperioder. 
United States Navy drev en stor flådehavn ved Cam Ranh, og United States Army havde også en stor enhed på stedet. 
Efter den amerikanske tilbagetrækning fra Sydvietnam i 1973 brugte det sydvietnamesiske flyvevåben flyvepladsen ved  Cam Ranh Bay som oplagringsplads for mange af deres propeldrevne fly. Flyene blev holdt i operationel stand, mens mange F-5 og A-37 jetmaskiner blev brugt til operationer mod den nordvietnamesiske hær.
I foråret 1975 indledte Nordvietnam en række mindre offensiver og da det centrale højland og de nordlige provinser af Sydvietnam gik tabt kom det til en generel panik. Den 30. marts var ordenen i Da Nang fuldstændig brudt sammen. Cam Ranh blev valgt som en sikker havn for de sydvietnamesiske tropper og civile, som blev sejlet med både fra Da Nang, men selv Cam Ranh kom snart i fare. Mellem 1. og 3. april søgte mange af de flygtninge, som var kommet dertil nordfra, videre syd- og vestpå til Phú Quốc i Siambugten og den sydvietnamesiske hær trak sig tilbage fra basen.
Den 3. april 1975 blev baserne ved Cam Ranh-bugten erobret af nordvietnamesiske styrker. 
Fire år efter Saigons fald og genforeningen af Nord- og Sydvietnam blev Cam Ranh Bay en vigtig flådebase for Sovjetunionens stillehavsflåde.
I 1979 underskrev Sovjetunionen en 25 års lejeaftale med Vietnam. Cam Ranh Bay var den største sovjetiske flådebase udenfor Sovjetunionen og gav landet mulighed for at øge sin magt i det Sydkinesiske hav. I 1987 var basen vokset til fire gange sin oprindelige størrelse, og var ofte udgangspunkt for skinangreb mod Filippinerne, ifølge efterretningskilder i den amerikanske stillehavsflåde. Analytikere mente også, at vietnameserne så den sovjetiske tilstedeværelse som en modvægt mod en mulig kinesisk trussel. Sovjetunionen og Vietnam afviste officielt enhver tilstedeværelse der. Men allerede i 1988 havde den russiske udenrigsminister Eduard Shevardnadze diskuteret muligheden af en tilbagetrækning fra Cam Ranh Bay, og konkrete flådereduktioner blev gennemført i 1990.
Den russiske regering fortsatte den tidligere 25-års aftale i en aftale fra 1993, som tillod fortsat brug af basen til overvågning af signaltrafik, fortrinsvis rettet mod kinesiske kommunikationsforbindelser i det Sydkinesiske Hav. 
På dette tidspunkt var hovedparten af personellet og flådefartøjerne blevet trukket tilbage, og der var kun teknisk støtte til lyttestationen tilbage. Da den oprindelige 25-års lejeaftale var ved at udløbe forlangte Vietnam 200 mio. USD i årlig leje for fortsat brug af basen. Det fik russerne til at beslutte at trække alt personel bort. Den 2. maj 2002 blev det russiske flag strøget. 
I øjeblikket overvejer den vietnamesiske regering at omdanne basen til en civil facilitet i lighed med hvad den filippinske regering gjorde ved den amerikanske base i Subic-bugten.
Efter den russiske tilbagetrækning forhandlede USA med Vietnam om at åbne Cam Ranh Bay for fremmede krigsskibe i lighed med hvad Vietnam tidligere havde gjort med havnene i Haiphong i nord og  Ho Chi Minh City i syd. Med et skridt, som sikkerhedskommentatorer betegnede som en modskridt mod Kinas flådeopbygning i det Sydkinesiske Hav, meddelte den vietnamesiske premierminister Nguyen Tan Dung den 31. oktober 2010, at bugten ville blive genåbnet for fremmede flådeskibe efter et treårs projekt, der skulle opgradere havnens faciliteter. Vietnam har hyret russiske konsulenter til at lede opbygning af nye skibsreparationsfaciliteter, som det er planlagt skal stå færdige til at modtage overfladeskibe og undervandsbåde i  2014.

## Ba Ngoi Port
Ba Ngoi port er en international havn, som ligger inde i Cam Ranh Bay, og som har fordelagtige naturlige betingelser og potentiale for udvikling, såsom dybde, en bugt som er beskyttet mod vinden, en international skibsrute i nærheden (ca. 10 km), Cam Ranh Lufthavn (ca. 25 km), hovedvej 1A (ca 1,5 km) og jernbane  (omkring 3 km). Havnen har derfor været et vigtigt centrum for skibstrafik for den økonomiske zone i det sydlige Khanh Hoa og de omkringliggende provinser i lang tid.

## Cam Ranh Lufthavn
Efter en større ombygning modtog Cam Ranh Lufthavn den 19. maj 2004 sit første kommercielle fly fra Hanoi. I dag er lufthavnen en international lufthavn, som har overtaget alle flyvninger, som tidligere gik til  Nha Trang Airport.

## Eksterne kilder
- Cam Ranh Bay fotos Arkiveret 4. februar 2012 hos  Wayback Machine
- Steve Lentz' billeder fra Cam Ranh og Nha Trang 1968/1969 Arkiveret 4. februar 2012 hos  Wayback Machine
- Website om Cam Ranh Arkiveret 18. marts 2008 hos  Wayback Machine

11°59′53″N 109°13′10″Ø / 11.998153°N 109.219372°Ø